# A&R
藝人與製作部門（英語：Artist and repertoire，直译：「艺术家和曲目部门」，縮寫A&R），是指唱片公司或音乐出版公司下設負責發掘、訓練、资助和监督音乐家、歌手、词曲作家或藝人的部門，多見於流行音樂業界。它还充当艺人与唱片公司或出版公司之间的联络人，幫助唱片公司的歌手在商業市場上獲得成功。此外，A&R也經常需要負責與歌手簽訂合約、為歌手尋找適合的作曲者和唱片製作人，以及安排錄音時程計劃。
A&R其中一部份的任務包括要和音樂出版公司保持連絡，以取得來自作曲者的新歌曲和素材。與一般人的印象相反，A&R的主要工作內容並不是負責聆聽並挑選由音乐家們寄來的試聽帶（demo）。在美國的大型唱片公司中，A&R部門只接受由他們主動邀請的試聽帶。然而在美國以外的大型唱片公司以及一些獨立唱片公司會接受直接寄來的試聽帶。
某些A&R人員甚至可能改變當代音樂的面貌，例如資深A&R约翰·亨利·哈蒙德，他發掘了音樂界中許多知名歌手，包括比莉·哈樂黛、鲍勃·迪伦、布鲁斯·斯普林斯汀、艾瑞莎·弗蘭克林等人。
近年兩位較為知名的A&R人員是在電視節目《美國偶像》中擔任評審的兰迪·杰克逊和西蒙·考威尔。